# Gare de Wakayama
La gare de Wakayama (和歌山駅, Wakayama-eki) est une gare ferroviaire japonaise située dans la préfecture de Wakayama, dans le Kansai, au sud d'Osaka. Elle dessert la ville du même nom. Elle est exploitée par JR West et la compagnie privée Wakayama Electric Railway.

## Situation ferroviaire
La gare de Wakayama est située au point kilométrique (PK) 380,9 de la ligne principale Kisei. Elle marque la fin des lignes Hanwa et Wakayama et le début de la ligne Kishigawa.

## Histoire
La gare est mise en service en 1924.

## Service des voyageurs

### Accès et accueil
La gare dispose d'un bâtiment voyageurs, avec guichet, ouvert tous les jours.

### Desserte

#### JR West
- Ligne Hanwa :

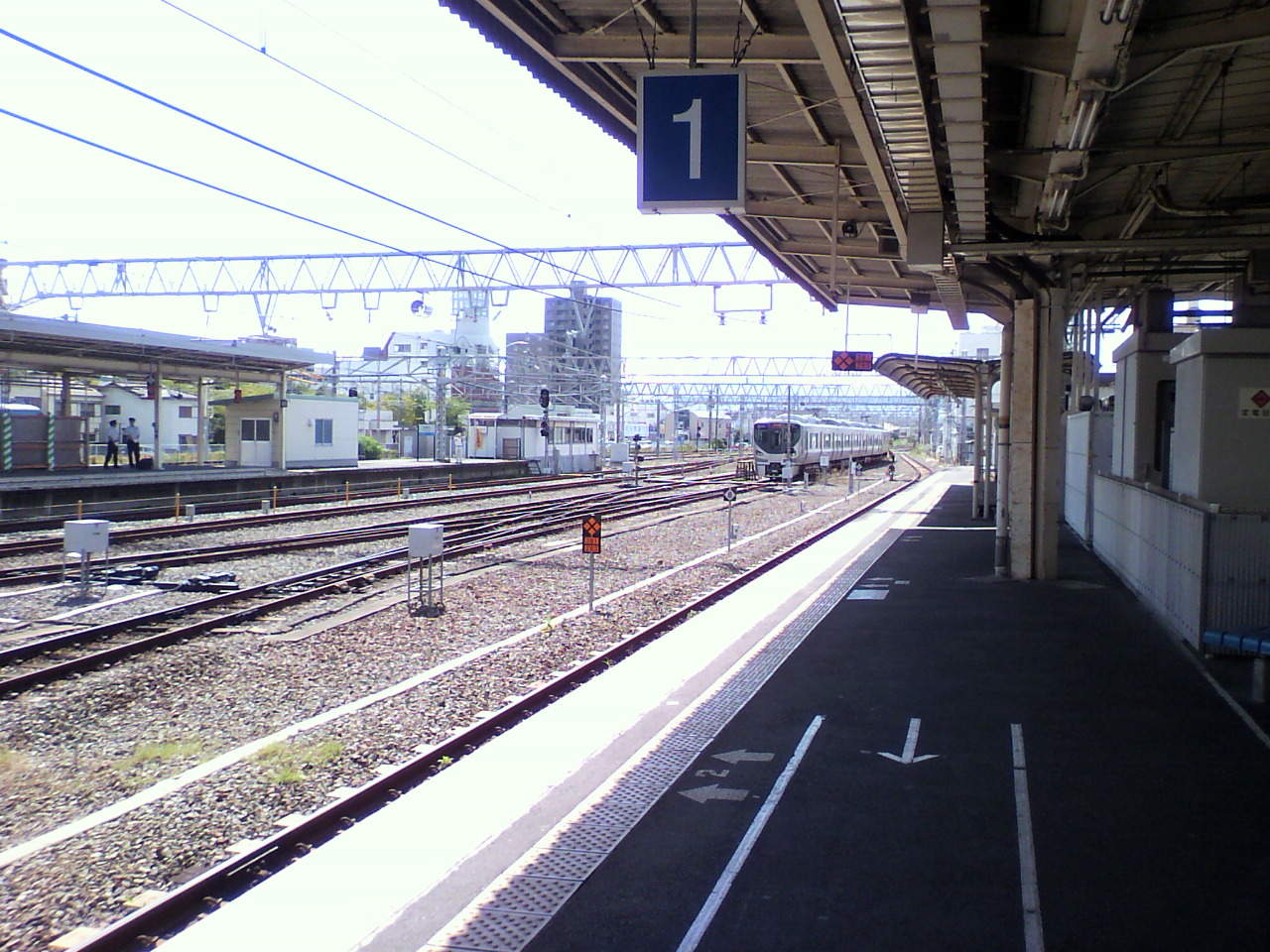
Vue des voies

  - voies 1 à 5 : direction Hineno et Tennoji
- Ligne principale Kisei (ligne Kinokuni) :
  - voies 4 à 5 : direction Gobō, Kii-Tanabe et Shingū
- Ligne Wakayama :
  - voie 6  : direction Kokawa, Hashimoto et Gojō
- Ligne principale Kisei :
  - voie 7 : direction Wakayamashi

#### Wakayama Electric Railway
- Ligne Kishigawa :
  - voie 8 : direction Kishi